# 日吉久美子
日吉 久美子（ひよし くみこ、1964年2月6日 - ）は、静岡県富士市出身の日本の女子プロゴルファー。日本女子プロゴルフ選手権大会で優勝2度。

## 経歴
14歳でゴルフを始める。富士市立岩松中学校卒業後、当時、静岡県の朝霧ジャンボリーGCに所属していた二瓶綾子のもとで修業し、3年後の1982年に18歳でプロテストに合格した。しかし、なかなか活躍できない時期が続く。
1990年は大王製紙エリエール女子オープンゴルフトーナメントで4位が最高。賞金ランク38位。
1991年はいすゞレディースカップトーナメントで3位タイが最高。賞金ランク39位。
1992年、五洋建設KTVレディースで通算10アンダー、2位・ジュリ・インクスターに3打差でツアー初優勝。賞金ランク9位。
1993年、CHIYODAレディースゴルフトーナメントでは通算5アンダーで並んだ服部道子とのプレーオフを制し、2度目の優勝。紀文レディースクラシックでは通算8アンダー、2位・吉川なよ子に1打差で優勝。賞金獲得額5,391万円余、ランク5位はいずれも自己最高。
1994年、日本女子プロゴルフ選手権大会では最終日10番ホール時点でこの日4つ目のボギーを叩き、首位に4打差と開いた。しかしキャディのアドバイスから終盤のバーディーラッシュで逆転し、通算3アンダー、2位・平瀬真由美に2打差をつけ、公式戦初優勝。賞金ランク8位。
1995年は連覇をかけた日本女子プロの大会会場で倒れると胆石症の診断を受け、即入院・手術となり、同年の以降大会は出場できなかった。賞金ランクも同年58位、1996年47位と奮わず。
1997年は3位（タイ含む）を3度あったが優勝なく賞金ランク18位。
1998年は富士通レディースで優勝した肥後かおりに1打差に迫る2位。賞金ランク35位。
1999年は紀文クラシックで通算5アンダー、2位・服部に1打差で優勝。5年前に日本女子プロ優勝以来、同大会で得たシード権を失効する年度で復活を印象付けた。賞金ランク15位。
2000年は優勝なく、賞金ランク42位。2001年、日本女子プロでは最終日18番ホールを首位・福島晃子、1打差・日吉、2打差・木村敏美で迎えた。同ホールは池や島が配置された特徴があり、福島が島を狙うも池に入れるダブルボギーを叩く。日吉も前日は池に入れてダブルボギーだったが、この日は島のフェアウェイを捕らえてパーでまとめ、通算6アンダー。2位・福島、木村に1打差で同大会7年ぶり2度目の優勝。賞金ランク18位。
2002年以降は優勝なく、賞金ランク50位外が続いた。

## 人物・逸話
- 日吉より若い世代が煌びやかな経歴であったのに対し、プロテスト合格から初優勝まで11年の歳月を費やしていたことから「雑草」と表現するメディアもあった[1]。
- 優勝こそないが東洋水産レディス北海道で自身のベストスコア67を3度記録。

## 成績

### JLPGAツアー優勝 (6)
| No. | Date           | Tournament                   | スコア               | 2位との差  | 2位（タイ）          |
| --- | -------------- | ---------------------------- | -------------------- | ---------- | -------------------- |
| 1   | 1992年8月30日  | 五洋建設・KTVレディース      | −10 (68-70-68=206)   | 3打差      | ジュリ・インクスター |
| 2   | 1993年3月14日  | CHIYODAレディース            | −5 (71-73-67=211)    | プレーオフ | 服部道子             |
| 3   | 1993年3月28日  | 紀文レディースクラシック     | −8 (68-71-69=208)    | 1打差      | 吉川なよ子           |
| 4   | 1994年9月11日  | 日本女子プロゴルフ選手権大会 | −3 (69-77-68-71=285) | 2打差      | 平瀬真由美           |
| 5   | 1999年10月24日 | 紀文クラシック               | −5 (68-70-73=211)    | 1打差      | 服部道子             |
| 6   | 2001年9月9日   | 日本女子プロゴルフ選手権大会 | −6 (70-67-72-73=282) | 1打差      | 福島晃子 木村敏美    |

※太字は公式戦